# 26.º governo da Monarquia Constitucional
O 26.º governo da Monarquia Constitucional, ou 5.º governo da Regeneração, nomeado a 17 de abril de 1865 e exonerado a 4 de setembro do mesmo ano, foi presidido pelo marquês de Sá da Bandeira.
A sua constituição era a seguinte:
| Cargo                                                                                 | Detentor | Detentor                                            | Período                                     |
| ------------------------------------------------------------------------------------- | -------- | --------------------------------------------------- | ------------------------------------------- |
| Presidente do Conselho de Ministros                                                   |          | Marquês de Sá da Bandeira (1795–1876)               | 17 de abril de 1865 a 4 de setembro de 1865 |
| Ministro e Secretário de Estado dos Negócios do Reino                                 |          | Júlio Gomes da Silva Sanches (1803–1866)            | 17 de abril de 1865 a 4 de setembro de 1865 |
| Ministro e Secretário de Estado dos Negócios Eclesiásticos e de Justiça               |          | Júlio Gomes da Silva Sanches (interino) (1803–1866) | 17 de abril de 1865 a 4 de setembro de 1865 |
| Ministro e Secretário de Estado dos Negócios da Fazenda                               |          | Conde de Ávila (1807–1881)                          | 17 de abril de 1865 a 4 de setembro de 1865 |
| Ministro e Secretário de Estado dos Negócios da Guerra                                |          | Marquês de Sá da Bandeira (1795–1876)               | 17 de abril de 1865 a 4 de setembro de 1865 |
| Ministro e Secretário de Estado dos Negócios da Marinha e Ultramar                    |          | Marquês de Sá da Bandeira (interino) (1795–1876)    | 17 de abril de 1865 a 4 de setembro de 1865 |
| Ministro e Secretário de Estado dos Negócios Estrangeiros                             |          | Conde de Ávila (1807–1881)                          | 17 de abril de 1865 a 4 de setembro de 1865 |
| Ministro e Secretário de Estado dos Negócios das Obras Públicas, Comércio e Indústria |          | Carlos Bento da Silva (1812–1891)                   | 17 de abril de 1865 a 4 de setembro de 1865 |